# Metalectra lotis
Metalectra lotis là một loài bướm đêm trong họ Erebidae.